# Thais korfbalteam
Het Thais korfbalteam is een team van korfballers dat Thailand vertegenwoordigt in internationale wedstrijden. De lokale bond heet de Korfball Association of Thailand (KAT).

## Geschiedenis
Thailand is een relatieve nieuwkomer in het korfbal. Pas sinds 2018 is de Thaise bond lid van het IKF. Voor de Thaise bond was 2022 een belangrijk jaar.
In dat jaar organiseerde de bond de Aziatische Cup voor Beach Korfbal en daarnaast was het ook de gastheer van het Aziatisch-Oceanisch kampioenschap korfbal 2022. Ook plaatste het nationale team zich voor de eerste keer in de landsgeschiedenis voor het Wereldkampioenschap korfbal.

## Resultaten op de wereldkampioenschappen
| Wereldkampioenschap korfbal |               |             |               |
| Jaar                        | Kampioenschap | Gastheer    | Klassering    |
| 1978                        | 1e WK         | Nederland   | Geen deelname |
| 1984                        | 2e WK         | België      | Geen deelname |
| 1987                        | 3e WK         | Nederland   | Geen deelname |
| 1991                        | 4e WK         | België      | Geen deelname |
| 1995                        | 5e WK         | India       | Geen deelname |
| 1999                        | 6e WK         | Australië   | Geen deelname |
| 2003                        | 7e WK         | Nederland   | Geen deelname |
| 2007                        | 8e WK         | Tsjechië    | Geen deelname |
| 2011                        | 9e WK         | China       | Geen deelname |
| 2015                        | 10e WK        | België      | Geen deelname |
| 2019                        | 11e WK        | Zuid-Afrika | Geen deelname |
| 2023                        | 12e WK        | Taiwan      | 18e plaats    |

## Resultaten op de Wereldspelen
| Wereldspelen |                  |                       |               |
| Jaar         | Kampioenschap    | Gastland              | Klassering    |
| 1985         | 2e Wereldspelen  | Karlsruhe (Duitsland) | Geen deelname |
| 1989         | 3e Wereldspelen  | Karlsruhe (Duitsland) | Geen deelname |
| 1993         | 4e Wereldspelen  | Den Haag (Nederland)  | Geen deelname |
| 1997         | 5e Wereldspelen  | Lahti (Finland)       | Geen deelname |
| 2001         | 6e Wereldspelen  | Akita (Japan)         | Geen deelname |
| 2005         | 7e Wereldspelen  | Duisburg (Duitsland)  | Geen deelname |
| 2009         | 8e Wereldspelen  | Kaohsiung (Taiwan)    | Geen deelname |
| 2013         | 9e Wereldspelen  | Cali (Colombia)       | Geen deelname |
| 2017         | 10e Wereldspelen | Wroclaw (Polen)       | Geen deelname |
| 2022         | 11e Wereldspelen | Birmingham (Amerika)  | Geen deelname |
| 2025         | 12e Wereldspelen | Chengdu (China)       | Geen deelname |

## Resultaten op de Aziatisch-Oceanische kampioenschappen
| Aziatisch-Oceanisch kampioenschap korfbal |               |               |               |
| Jaar                                      | Kampioenschap | Gastland      | Klassering    |
| 1990                                      | 1e AOKK       | Indonesië     | Geen deelname |
| 1992                                      | 2e AOKK       | India         | Geen deelname |
| 1994                                      | 3e AOKK       | Australië     | Geen deelname |
| 1998                                      | 4e AOKK       | Zuid-Afrika   | Geen deelname |
| 2002                                      | 5e AOKK       | India         | Geen deelname |
| 2004                                      | 6e AOKK       | Nieuw-Zeeland | Geen deelname |
| 2006                                      | 7e AOKK       | Hongkong      | Geen deelname |
| 2010                                      | 8e AOKK       | China         | Geen deelname |
| 2014                                      | 9e AOKK       | Hongkong      | Geen deelname |
| 2018                                      | 10e AOKK      | Japan         | Geen deelname |
| 2022                                      | 11e AOKK      | Thailand      | 8e plaats     |